# Rhizophoreae
Die Rhizophoreae bilden eine monophyletische Tribus der Pflanzenfamilie der Rhizophoragewächse (Rhizophoraceae). Alle zugeordneten Taxa sind Mangrovenbäume.

## Beschreibung

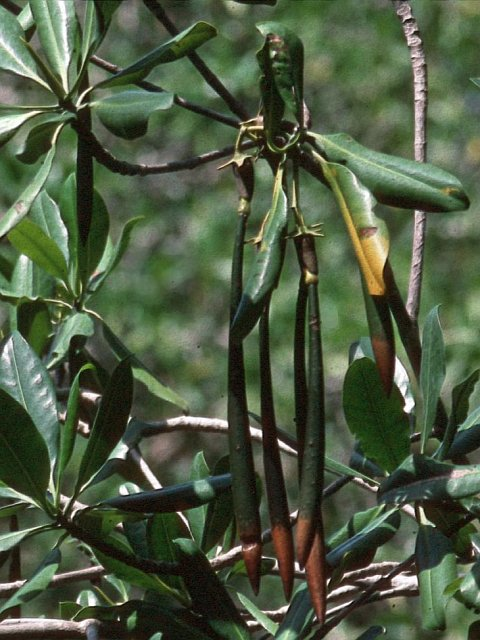
Keimlinge der Roten Mangrove (Rhizophora mangle)

Rhizophoreae sind Bäume oder Sträucher der Gezeitenzone tropischer Küsten. Sie besitzen Stelzwurzeln oder Kniewurzeln. Die Früchte keimen am Mutterbaum (Viviparie), Verbreitungseinheit (Diaspore) sind die Keimlinge.

## Systematik
Die Monophylie der Rhizophoreae wird durch morphologische und molekulargenetische Untersuchungen belegt.
Die Tribus Rhizophoreae enthält etwa vier Gattungen:
- Bruguiera Savigny: Die etwa sechs Arten sind im Indo-Pazifik verbreitet:
  - Bruguiera cylindrica (L.) Bl.
  - Bruguiera exaristata Ding Hou
  - Bruguiera gymnorrhiza (L.) Lam.
  - Bruguiera hainesii C.G.Rogers
  - Bruguiera parviflora (Roxb.) Wight & Arn. ex Griffith
  - Bruguiera sexangula (Lour.) Poir.
- Ceriops Arn.: Die etwa fünf Arten sind im Indo-Pazifik verbreitet:
  - Ceriops australis   [2][3]
  - Ceriops decandra (Griff.) Ding Hou (Syn.: Ceriops roxburghiana Arn.)
  - Ceriops pseudodecandra Sheue, Liu, Tsai & Yang[4]
  - Ceriops tagal (Perr.) C.B.Rob.
  - Ceriops zippeliana  [5]
- Kandelia (DC.) Wight & Arn.: Die nur zwei Arten sind in Südostasien verbreitet:
  - Kandelia candel (L.) Druce
  - Kandelia obovata Sheue, Liu & Yong [6]
- Rhizophora L.: Die sechs bis sieben Arten besitzen eine pantropische Verbreitung. Neben den aufgeführten Arten wurden die Hybriden Rhizophora ×lamarckii und Rhizophora ×selala beschrieben:
  - Rhizophora apiculata Blume
  - Rhizophora harrisonii Leechm.
  - Rhizophora mangle L.
  - Rhizophora mucronata Lam.
  - Rhizophora racemosa G.Mey.
  - Rhizophora samoensis (Hochr.) Salv. (möglicherweise identisch mit Rhizophora mangle)
  - Rhizophora stylosa Griffith